# Saga ledereri
Saga ledereri är en insektsart som beskrevs av Henri Saussure 1888. Saga ledereri ingår i släktet Saga och familjen vårtbitare. Inga underarter finns listade i Catalogue of Life.